# Limelette
Limelette (Limlète en wallon) est une section de la ville belge d'Ottignies-Louvain-la-Neuve située en Région wallonne dans la province du Brabant wallon.
Avec 5 408 habitants au 1er janvier 2020, Limelette est la troisième section la plus peuplée de la commune, derrière Louvain-la-Neuve et Ottignies, et devant Céroux-Mousty.

## Toponymie
Limelette pourrait signifier « Petit Limal », en référence à Limal tout proche.

## Démographie
- Sources:INS, Rem:1831 jusqu'en 1970=recensements, 1976= nombre d'habitants au 31 décembre

## Histoire
En raison de la topographie et de son implantation, la gare d'Ottignies, et ses voies de marchandises, sont en partie situées à Limelette. Dans les années 1920, un dépôt de locomotives, désormais disparu, est réalisé à cet endroit.
Durant la seconde guerre mondiale, de nombreux bâtiments (environ 90% du bâtis limelettois fut détruit), dont l'église furent détruits par le bombardement aérien du 20 avril 1944,,, qui affecta aussi Limal et Ottignies. Ce raid s'inscrivait dans le programme allié de destruction de l'infrastructure logistique allemande et visait les installations ferroviaires du nœud des lignes Bruxelles-Namur et Louvain-Charleroi et plus particulièrement la gare d'Ottignies, son dépôt de locomotives et la cinquantaine de locomotives allemandes qui s'y trouvaient. Il fut annoncé par la radio anglaise au cours de la journée : « SEINGITTO (Ottignies à l'envers) mourra ce soir ». Ce bombardement « en tapis », mené par 196 avions alliés, largua 1 500 à 2 000 bombes sur une zone allant de Moriensart à Limal et fit 84 victimes dont 41 à Limelette,. Les fusées des éclaireurs ayant manqué leur cible, les bombardiers firent de nombreuses victimes civiles mais fort peu de dégâts aux installations ciblées.
Une partie importante de la bataille de la Dyle eu lieu dans la région de Limelette, plus particulièrement à l'actuelle pont du 11eme zouaves. Un nombre important de zouaves français moururent durant cette bataille. C'est la raison pour laquelle Limelette s'est liée avec la ville d'origine de ces soldats tombés au front : Jassans-Riotier. 

## Héraldique

Le blason de la commune d'Ottignies-Louvain-La-Neuve

Son blason est d'or à 3 coqs de gueules. Il se retrouve sur le blason de la commune d'Ottignies-Louvain-La-Neuve.

## Personnalités liées à la localité
- Le baron Auguste Lambermont, homme politique et futur bras droit de Léopold II y est né le 25 mars 1819.
- Joachim Gérard, joueur de tennis.
- Myriam Leroy (1982-), journaliste, écrivaine et chroniqueuse radio et télé, originaire de Limelette[9].
- Justine Henin (1982-), championne de tennis, propriétaire du Club Justine Henin à Limelette.